# 前田實
前田實（日語：前田 実／まえだ みのる／Maeda Minoru、1954年3月24日－），血型：Ａ型、白羊座。是日本的動畫師。有時會用前田みのる的名義表示。來自日本北海道美幌町，現居日本東京都的府中市。
負責背景監督・美術監督的前田實為同名同姓的異人。

## 人物
由於製作許多代表日本的動畫片作品的人物設定和作畫監督，所以許多日本國民都曾經見過他的作品。與其他動畫師比起來，線條通常略帶圓滑俏皮和簡潔。在Junio的時代因為細膩和圓滑的風格聞名成為Junio的核心動畫師成員之一。
2012年6月Animage《想和這個人談談》第150回提到，剛開始進入動畫行業時有很多日本動畫作品的人物設定圖，是和原作的人物風格有不同的情況。前田：「如果不能呈現原作風格就是一部糟糕的動畫作品，很討厭任何對原作的畫進行改動的想法。但是在成為人物設定和作畫監督的立場之後，我想盡辦法讓作品的畫風忠於原作。但是這是一個團體工作，如果要求所有人的繪畫風格和畫工都一致是一項困難的任務。」
與前田同業的人士也曾經發表過對於前田實的作品特色的看法。小黑祐一郎「他是品質與質感同時兼備的超級動畫師，我認為他是天才，但是前田先生卻對我說:"那個人才是天才"」。志田直俊「我很喜歡前田先生的設計・他是超級傳奇動畫師」。擔任助導演的大塚隆史「我最近去看了《麵包超人甦醒吧！香蕉島》這是一部筆直耀眼的電影。前田實先生的作品太棒了・讓我打起精神充滿幹勁！」。
主要擔任：經理、設計師、原畫、導演、人物設計師、機械設計師、作畫監督、總作畫監督、動畫、首席動畫師。
現在是Synergy SP的經理，也是該公司的創辦人之一。此外也在東京電影（現併入TMS Entertainment）改編繪本作家柳瀨嵩「福祿貝爾館」幼兒故事繪本刊登的《麵包超人》動畫系列擔任人物設計師・總作畫監督・作畫監督的主要動畫製作人之一。
在他的個人臉書則公開其它的興趣:攝影、料理製作、踏青、單車、運動、小孩。喜歡詹姆士・布朗、卡洛斯・山塔那、清水樂團、老鷹樂團、Trek-Segafredo。由於他嚴格卻很照顧人，前田或許是比較有名的日本動畫業界的師匠之一，據TWITTER平台上曾經被他帶過的學生透漏他還有２名成就不錯的已經成年子女。

## 簡歴
前田生於昭和29年3月24日・在日本北海道的美幌町長大・從私立網走高校休學後曾經當過短暫的料理廚師。1970年16歲時由於動畫製作公司Studio Junio（後來的：Junio Brain Thrust，以下稱：Junio）的第一次的動畫片繪製募集而進入公司。從動畫師前田庸生和大塚康生那裡學習技術，從Junio承包的東映動畫作品、東京電影（A生產）的動畫開始他的工作生涯。
經過TV動畫《山林小獵人（はじめ人間ギャートルズ）》等原畫成長為Junio的核心動畫師。後來靠著獨自學習設計、作畫，在1978年擔任電視動畫《新・網球甜心!》與電影動畫《がんばれ!! タブチくん!!》的作畫監督，負責1980年播映《鐵人28號》的機械設定。其後受到摯友及同事蘆田豐雄的提名後以人物設計師出道，從電視動畫《怪博士與機器娃娃》（1981年）為開端，後續《TOUCH鄰家女孩》（1985年），《七龍珠》（1986年）等暢銷作品擔任人物設定和總作畫監督，將自己所學指導他人。
1980年代・Group Tac的《鄰家女孩》和東映動畫的《怪博士與機器娃娃》《七龍珠》《七龍珠Z》主要是以岡崎稔、前田實為中心。
1984年2月因為動畫的知識加入了Nintendo Company Limited，宮本茂對前田實的才華印象深刻建立了友誼關係。在Nintendo Entertainment System平台上面設計任天堂電玩ExciteBike和Vs. Arcade，直到1999年離開任天堂遊戲開發。
1988年開始為《麵包超人》製作後，也持續很長時間地為東映動畫《七龍珠Z》製作。負責大部分的動畫和原畫審查批准・系列作品的人物設定，在一些關鍵影集擔任作畫監督、原畫的工作一直到1993年離開Junio，接下來東映動畫的《七龍珠》系列由他指導的動畫小組的助手中鶴勝祥等人以及增永計介負責。隨即前田成為東京電影的幼兒動畫片《麵包超人》系列的主要製作人至今。加上和杉井儀三郎共同監督《青春野球部Nine》以來二人長期維持良好的合作關係，在期間一直擔任人物設定和作畫監督的團體工作。
1998年5月1日，前田實和岡崎稔及我妻宏一起創立Synergy Japan，就任該公司的董事。同年的9月24日以「Synergy Japan」的名義公司化成為股份公司。2005年小學館Production和其他資金積極購入公司股份，並把名稱改為「Synergy SP」。
平成24年（2013年）3月27日參加社團法人日本廚師協會第29回料理，獲得尾家產業株式會社的總本部會長賞。
職業生涯的其他有關人物：蘆田豐雄・須田正己・芝山努・小林治

## 其它
川越淳:「(麵包超人)繪本原作家柳瀬老師辭世，人物設計師的工作更加更加地艱難了。負責劇本的米村正二先生寫了的故事原案，我也照案畫著跟廠商洽談。可是廢柴機器人無論怎麼畫都會感覺"這個人物好像曾經在哪個時候已經登場了"（笑）。前田先生也畫過很多次各式各樣的畫，雖然最後還是畫出來，但還是很辛苦。畫分鏡的時候，我一直煩惱要怎麼讓他變形（笑）。」
清水保行:「我在年輕的時候受到動畫片《麵包超人》和《TOUCH鄰家女孩》總作畫監督的前田實先生提拔，我很感激前田實先生動畫師前輩關照，他的指導和教學方式很獨特。前田先生雖然修改年輕人畫的畫作，但是動作和時機他絕對不會改。這樣一來也不失自己的風格，我的動力也提高了不少，我希望現在我也能像前田先生的方式來指導新人。」
井上俊之:「大概是我立志成為動畫師之後，那個時候我印象最深刻的是《巨人之星》系列後半部，前田實一個人原畫的那一話。比起芝山努先生，前田先生獨特的色彩更濃厚更加的有個性。 近年來前田先生只擔任動畫人物設定，作畫監督和主管的身份，所以我認為如果是觀眾能看到關於他的原畫作品的機會較少。但是我們因為在同一間公司所以經常會碰面，我可以親眼看見前田先生的漂亮的原畫。」
小黑祐一郎:「非常強大，親自製作了《銀河鐵道之夜》和劇場版《TOUCH鄰家女孩》的作畫監督。前田實先生擔任總作畫監督也一邊檢查《TOUCH鄰家女孩》全集，同時期《怪博士與機器娃娃》，結束後看《七龍珠》看全話的原畫，劇場版《TOUCH鄰家女孩》和《怪博士與機器娃娃》的作畫監督也擔任，簡直是超人！」
中鶴勝祥:「前田先生是我參加《怪博士與機器娃娃》與《七龍珠》《七龍珠Z》一位相當嚴格的師傅，所以工作時的壓力非常沉重。那個時候的動畫學習資源並不像現代這麼多，我仍然努力學習動畫製作。但是換一個角度來想，日本動畫的業界很少有像前輩這樣指導和慷慨地讓人實際嘗試不同工作，我在那裡學習到很多，非常感謝。前田先生從來沒有糾正我的作品，我想我和佐藤正樹君的作品是少數前田先生覺得沒有修正的餘地的例子，其他當時在一起製作的動畫與原畫們，也許並不是而且時常被前輩糾正（笑）」。
雖然1981年播映的電視動畫《怪博士與機器娃娃》，漫畫作者鳥山明曾經對動畫版挑剔和批評，當時專攻在電影動畫的導演宮崎駿「好像有一個人」擔當總作畫監督的前田實先生是傑出的動畫師。但是，1991年6月20日七龍珠超級座談會上，鳥山提到「前田先生，有時候你原畫的孫悟空還是有你的風格在，而且畫得比我的悟空更接近悟空。」
佐藤正樹：「就是在很久以前，我在製作《七龍珠》的動畫版系列，有一位負責人物設定和作畫監督名字叫前田實的師傅。前田先生是我到目前為止遇到的最嚴苛、最嚴厲的師傅，所以那段期間的上班對我而言真是痛苦。我從來沒有想過《七龍珠》的動畫是很受歡迎的系列，每天苦惱要如何去面對前田先生和交辦的任務。但是一直到我在參與製作《灌籃高手》的動畫，我被晉升較高的職位開始承擔更多的責任，這就是為什麼《七龍珠》系列是我職業生涯中重要的工作經歷的原因，我對師傅特別感激。在業界會稱他為黃金人是因為他可以讓碰到普通不耀眼的一切，讓他們成為黃金是他厲害的地方，他是日本成功的人之一
。」

## 主要作品

### 電視動畫

#### 1960年代
- 巨人之星（動畫・原畫、作畫監督）
- 甜蜜小天使（第1作）（作畫）
- もーれつア太郎（動畫）

#### 1970年代
- 魔法のマコちゃん（美術）
- 魔法人魚真子（動畫）
- 魯邦三世 (TV第1系列)（動畫）
- 赤胴鈴之助（作画監督）
- 魔法使いチャッピー（製作進行）
- がんばれ!!タブチくん!!（原畫）
- 無敵鐵金剛（原畫）
- 荒野の少年イサム（原畫）
- 山林小獵人（原畫）
- 小仙女（原畫）
- 元祖天才バカボン（原畫[注 2]）
- まんが日本昔ばなし（原畫）
- まんが 花の係長（原畫）
- 新・巨人之星（原畫）
- 網球甜心!（作畫監督）
- 哆啦A夢(1979年版)（作画監督）
- 新・巨人之星II（原畫）
- 凡爾賽玫瑰（原畫）

#### 1980年代
- 青春野球部Nine 系列
  - 青春野球部Nine（首席動畫師・原畫・作畫監督）
  - 青春野球部Nine 2 戀人宣言（首席動畫師・原畫）
  - 青春野球部Nine 3 完結篇（作畫監督）
- 七龍珠系列
  - 七龍珠（人物設定・首席動畫師・作畫監督・原畫・OPED一人作畫[18][注 3]）
  - 七龍珠Z[注 4]（人物設定・首席動畫師・作畫監督・OP[19][20]ED一人作畫[18][注 5]）
- がんばれ!! タブチくん!! あゝツッパリ人生（原畫）
- 怪博士與機器娃娃 (前田みのる名義) （分鏡[注 6]・原畫・作畫監督・總作畫監督・人物設定・OP與ED）
- 鐵超人（機械設定[21]）
- 足球小將翼（人物設定・作畫監督[注 7]・總作畫監督）
- 大白鯨（原畫）
- 鄰家女孩（總作畫監督[22]・標題設計[注 8]・OP）
- Bug甜心（日语：Bugってハニー）（人物設定）
- 陽あたり良好!（總作畫監督、動畫檢查、OP與ED作畫）
- 麵包超人（總作畫監督・作畫監督・原畫・OP與ED作畫)
- ひらけ!ポンキッキ めいさくわーるど（作畫監督）
- GO! レスラー軍団（人物設定）
- レスラー軍団〈銀河編〉 聖戦士ロビンJr.（人物設定）

#### 1990年代
- 麵包超人（總作畫監督・作畫監督・原畫・OP與ED作畫)
- 永遠的三丁目的夕陽（作畫監督）
- 淘氣貓 喵喵三丁目（作畫監督）
- かいけつゾロリ（作畫監督）
- 快打旋風IIV（標題設計・作畫監督協力[注 9]・作畫監督[注 10]・ENDING 1動畫·攝影）
- TOUCH 鄰家女孩 Miss Lonely Yesterday 在那之後的你…（作畫監督）
- 怪獸農場〜碑盤石的秘密〜（人物設定）
- 秀逗魔導士NEXT（背景）
- 秀逗魔導士TRY（背景）
- 失落的宇宙（背景）
- 祈愿物语 记忆中的你（作畫監督・人物設定）
- 居候天国（背景）
- 銀河英雄伝説（第4期）（スタジオ）
- フォーチュンクエストL（製作進行）
- 森林大帝（原畫）

#### 2000年代
- 麵包超人（人物設定[注 11]・總作畫監督・OP與ED作畫)
- ガイスターズ FRACTIONS OF THE EARTH（美術）
- 破邪巨星Gダンガイオー（美術）
- 電脳冒険記ウェブダイバー（NAS）
- 天地無用!GXP（背景）
- ガン×ソード（ENDING背景）
- 足球小將翼（人物設定・總作畫監督）
- 動畫古典文學館（作畫監督・人物設定）
- 幸運女神（原畫）
- TOUCH 鄰家女孩 CROSS ROAD〜風的去向〜（總作畫監督）
- 爆鬥宣言大鋼彈（人物設定）
- 洛克人EXE：光影戰記（作畫）
- 格鬥龍戰士（作畫監督）
- 高機動交響曲GPO（作畫監督）
- モンキーパンチ漫画活動大写真（作畫監督）

#### 2010年代
- 麵包超人（人物設定[注 12]・作畫監督[注 13][23]・總作畫監督・OP與ED作畫)
- アニメ×パラスポーツ「アニ×パラ」（人物設定)
- 遊戲王ARC-V（原畫)
- つくるのだいすき！ねんDo！くんとなかまたち（人物設定)

#### 2020年代
- 麵包超人（人物設定[注 12]・總作畫監督・OP與ED作畫)

### 電視電影動畫
- 怪博士與機器娃娃 企鵝村英雄伝説（總作畫監督・人物設定）
- 麵包超人系列
  - 麵包超人 嬰兒超人的大冒險（作畫監督）
  - 麵包超人 咖哩超人與SL瑪斯（作畫監督）
- 七龍珠系列
  - 七龍珠Z 一夫當關的最後決戰〜挑戰弗利沙的Z戰士 孫悟空之父〜（人物設定[注 14]）
  - 七龍珠Z 向絕望反抗!!殘存的超戰士‧悟飯與特南克斯（人物設定・作畫監督）

### 動畫劇場版

#### 1970年代
- 熊貓小熊貓（動畫）
- がんばれ!!タブチくん!!（原畫）

#### 1980年代
- 怪博士與機器娃娃系列
  - 怪博士與機器娃娃 「哈囉！」不可思議島(前田みのる名義)（作畫監督・人物設定・原畫）
  - 怪博士與機器娃娃「吼唷唷！」宇宙大冒險（作畫監督・人物設定・原畫）
  - 怪博士與機器娃娃「哦呦呦！」环球大比赛（作畫監督・人物設定・原畫）
  - 怪博士與機器娃娃「哦呦呦！」那那巴城的秘宝（作畫監督・人物設定・原畫）
  - 怪博士與機器娃娃「哦呦呦！」梦之机械警察（作畫監督・人物設定・原畫）
- 七龍珠系列
  - 七龍珠 神龍傳說 （人物設定・作畫監督）
  - 七龍珠 魔神城內的睡美人 （人物設定・作畫監督）
  - 七龍珠 摩訶不思議大冒險 （人物設定・作畫監督）
  - 七龍珠Z 熱血熱鬥 孫悟空與孫悟飯（人物設定・作畫監督）
- がんばれ!!タブチくん!! 激闘ペナントレース（作畫監督）
- がんばれ!!タブチくん!! あゝつっぱり人生（作畫監督）
- シニカル・ヒステリー・アワー トリップ・コースター （原畫）
- 哆啦A夢 大雄的恐龍（原畫）
- 青春野球部Nine（原畫）
- パパママバイバイ（原畫）
- TOUCH 鄰家女孩 没有背号的王牌投手 （作畫監督[注 15]）
- TOUCH 鄰家女孩 2 再见的礼物 （作畫監督）
- TOUCH 鄰家女孩 3 在你离开之后 （作畫監督・画面構成）
- 阳光普照！ 霞的梦中有你在（作畫監督・標題設計[注 16]）
- 麵包超人 亮晶晶星的眼淚（作畫監督）

#### 1990年代
- 神通小精靈 （人物設定・作畫監督・原畫）[24]
- 怪博士與機器娃娃「吼唷唷！」世界一週大賽車（人物設定[注 17]・作畫監督）
- 怪博士與機器娃娃「吼唷唷！」企鹅村是大晴天（人物設定）
- 麵包超人系列
  - 麵包超人 細菌人大反攻（作畫監督）
    - 麵包超人 飯糰人（人物設定・作畫監督）

  - 麵包超人 飛呀！飛呀！小小龍（作畫監督）
  - 麵包超人 積木城的秘密（人物設定・作畫監督）
    - 麵包超人與愉快的夥伴們（作畫監督）

  - 麵包超人 恐龍諾西大冒險（人物設定・作畫監督）
  - 麵包超人 莉莉卡與魔幻魔法學校（人物設定・作畫監督）
  - 麵包超人 打倒幽靈船!!（人物設定・作畫監督）
  - 麵包超人 彩虹金字塔（人物設定・作畫監督）
    - 我們是英雄（人物設定）

  - 麵包超人 飛行繪本與玻璃鞋（人物設定・作畫監督）
    - 細菌人與三倍拳（人物設定）

  - 麵包超人 將雙手舉向太陽（人物設定・作畫監督）
    - 麵包超人與有趣的夥伴們（人物設定）

  - 麵包超人 當勇氣之花朵綻放時（人物設定・作畫監督）
    - 麵包超人與快樂的夥伴們（人物設定）
- 七龍珠系列
  - 七龍珠Z 世上最強之人（人物設定・作畫監督）
  - 七龍珠Z 地球超級大決戰 （人物設定・作畫監督）
  - 七龍珠Z 超級賽亞人孫悟空（作畫監修・人物設定）
  - 七龍珠Z 最強對最強 （人物設定・作畫監督）
  - 七龍珠Z 極限之戰!!三大超級賽亞人（人物設定・作畫監督）(前田みのる名義)
  - 七龍珠Z 激鬥!100億能量的戰士（人物設定・作畫監督）
- 街頭霸王II電影（作畫監督[注 18]）
- かいけつゾロリ まほう使いのでし 大かいぞくの宝さがし（人物設定・作畫監督）
- ボンバーマン 勇気をありがとう 私が耳になる（原畫）
- The Tale of Genji 源氏物語（原畫）
- 魯邦三世：暮色☆雙子座的祕密（人物設定・ENDING作畫）
- 魯邦三世 DEAD OR ALIVE（原畫）
- 祈願物語（人物設定）

#### 2000年代
- 看見風的少年（作畫監督[注 19]・人物設定）
- 麵包超人系列
  - 麵包超人 人魚公主的眼淚（人物設定・作畫監督）
  - 麵包超人 啦圾獸之星（人物設定・作畫監督）
  - 麵包超人 螺旋與蘿拉・浮雲城的秘密（人物設定・作畫監督）
  - 麵包超人 紅寶的願望（人物設定・作畫監督）
  - 麵包超人 夢貓共和國的喵咪（人物設定・作畫監督）
  - 麵包超人 哈比的大冒險（人物設定・作畫監督）
  - 麵包超人 生命之星朵莉（人物設定・作畫監督）
    - 藍精靈與藍色的淚珠（人物設定）

  - 麵包超人 玻露的泡泡球（人物設定・作畫監督）
  - 麵包超人 妖精靈靈的秘密（人物設定・作畫監督）
    - 小陰森與叭噗．叭噗．細菌人（人物設定）

  - 麵包超人 大噹噹與雙子星（人物設定・作畫監督）
    - 細菌人 VS 細菌人！？（人物設定）

#### 2010年代
- 麵包超人系列
  - 麵包超人 黑諾滋與魔法之歌（人物設定・作畫監督）
    - 奔馳吧！驚險的麵包超人大賽車（人物設定）

  - 麵包超人 拯救！可可林與奇蹟之星（人物設定・作畫監督）
  - 麵包超人 甦醒吧！ 香蕉島（人物設定・作畫監督）
  - 麵包超人 飛吧！希望的手帕（人物設定・作畫監督）
  - 麵包超人 蘋果弟弟與大家的願望（人物設定・作畫監督）
  - 麵包超人 咪嘉與魔法神燈（人物設定・作畫監督）
  - 麵包超人 玩具之星的南達與倫妲（人物設定・作畫監督）
  - 麵包超人 布魯布魯的尋寶大冒險（人物設定・作畫監督）
  - 麵包超人 庫倫與生命之星（人物設定・作畫監督）
  - 麵包超人 發光吧！冰淇淋王國的香草公主（人物設定・作畫監督）

#### 2020年代
- 麵包超人系列
  - 麵包超人 輕飄飄弗瓦莉和雲之國（人物設定・作畫監督）

### OVA

#### 1980年代
- マドンナ 炎のティーチャー（人物設定・作畫監督）
- マドンナ2 愛と青春のキック・オフ（人物設定・作畫監督）
- 淘氣貓 喵喵三丁目（作畫監督）
- やなせたかしメルヘン劇場（人物設定）

#### 1990年代
- 奇兵大冒險 風之塔系列
  - おざなりダンジョン 風の塔 I　よろしくプレリュード（前奏曲）（人物設定）
  - おざなりダンジョン 風の塔 II　まだまだカプリッチオ（狂詩曲）（人物設定）
  - おざなりダンジョン 風の塔 III おまかせコーダ（終章）（人物設定）
- 祈願物語（人物設定・作畫監督）
- のぞみ ウィッチィズ（原畫）
- ユンカース・カム・ヒア ～メモリーズ・オブ・ユー～（人物設定）
- ミュータント・タートルズ 超人伝説編（作畫監督‧總作畫監督）

#### 2000年代
- やなせたかしメルヘン劇場（人物設定）

## 音樂MV
- アンパンマンとはじめよう! お歌と手あそび編 ステップ2（人物設定·總作畫監督）
- アンパンマンとはじめよう! ひらがな編 ひらがなであそぼう（人物設定·總作畫監督）
- アンパンマンとはじめよう! 色・数・形編 わかるかな いろ・かたち（人物設定·總作畫監督）
- アンパンマンとはじめよう! 色・数・形編 かぞえよう 1・2・3（人物設定·總作畫監督）
- アンパンマンとはじめよう! 色・数・形編 ステップ2 勇気りんりん! いろ・かず・かたち（人物設定·總作畫監督）
- アンパンマンとはじめよう! お歌と体操編 アンパンマンエクササイズ（人物設定·總作畫監督）

## 電玩遊戲
- Excitebike(1984年、Graphic Designer)[25]
- ドラゴンボールZ 強きゅう襲しゅう！ サイヤ人じん（1990年、原畫）
- 薩爾達傳說 時之笛(1998年、Illustrator)
- Kakuge Yarō: Fighting Game Creator(2000年、Background Art )
- 女神異聞錄5(2017年、Art Director)
- 謎之村雨城（導演）
- 環戰公主（美術指導）
- 薩爾達傳說 風之律動	(2002年、Illustration Support)
- 薩爾達傳說 時之笛 3D（2011年、Illustration Support）

## 相關標題
- 鄰家女孩 電視系列 Blu-ray BOX1
- Blu-ray DRAGON BALL改 #1
- DRAGON BALL 劇場版 DVDBOX DRAGON BOX THE MOVIES 完全限定生産
- DVD 看見風的少年
- Animage「想和這個人的說話」第150回 前田實先生
- 「七龍珠動畫畫集金色之戰士」讓我們回顧《七龍珠》第一回・前田實先生的採訪

- きたむら茶屋＆殿さまあんぱん 麵包超人的總作畫監督前田實先生^_^ （页面存档备份，存于）

## 相關項目
- Studio Junio
- TMS Entertainment
- Synergy SP
- 日本動畫師列表

## 外部連結
- 前田實的Facebook專頁